# Autoroute A 151
Die Autoroute A 151 ist eine französische Autobahn mit Beginn in Varneville-Bretteville und dem Ende in Barentin. Sie verbindet die A 29 mit der A 150. Insgesamt beträgt ihre Länge heute 17,0 km.

## Geschichte
- 1978: Eröffnung Roumare – Eslettes (A 150 – Abfahrt 1, als N 315 bis 1979)
- 20. Mai 1999: Eröffnung Eslettes – Varneville-Bretteville (Abfahrt 1 – N 27)